# Filippo Marchese
 (août 2013).
Si vous disposez d'ouvrages ou d'articles de référence ou si vous connaissez des sites web de qualité traitant du thème abordé ici, merci de compléter l'article en donnant les références utiles à sa vérifiabilité et en les liant à la section « Notes et références ».
Pour les articles homonymes, voir Marchese.
Filippo Marchese (1938-1982) fut une figure importante de la mafia sicilienne et a été suspecté de dizaines d'homicides.
C'était le patron de la famille du Corso dei Mille à Palerme.
Marchese détenait ce qui fut connu comme la chambre des tortures, un appartement Piazza Sant'Erasmo. Les opposants à la famille des Corléanais étaient attirés dans l'appartement et assassinés, souvent en étant garrottés. Leurs corps étaient soit dissous dans l'acide soit jetés à la mer.
Des centaines de mafieux, qui barraient le chemin à la famille des Corléonais de Bernardo Provenzano et Toto Riina, furent tués lors de la seconde guerre de la mafia.